# Julia Minc

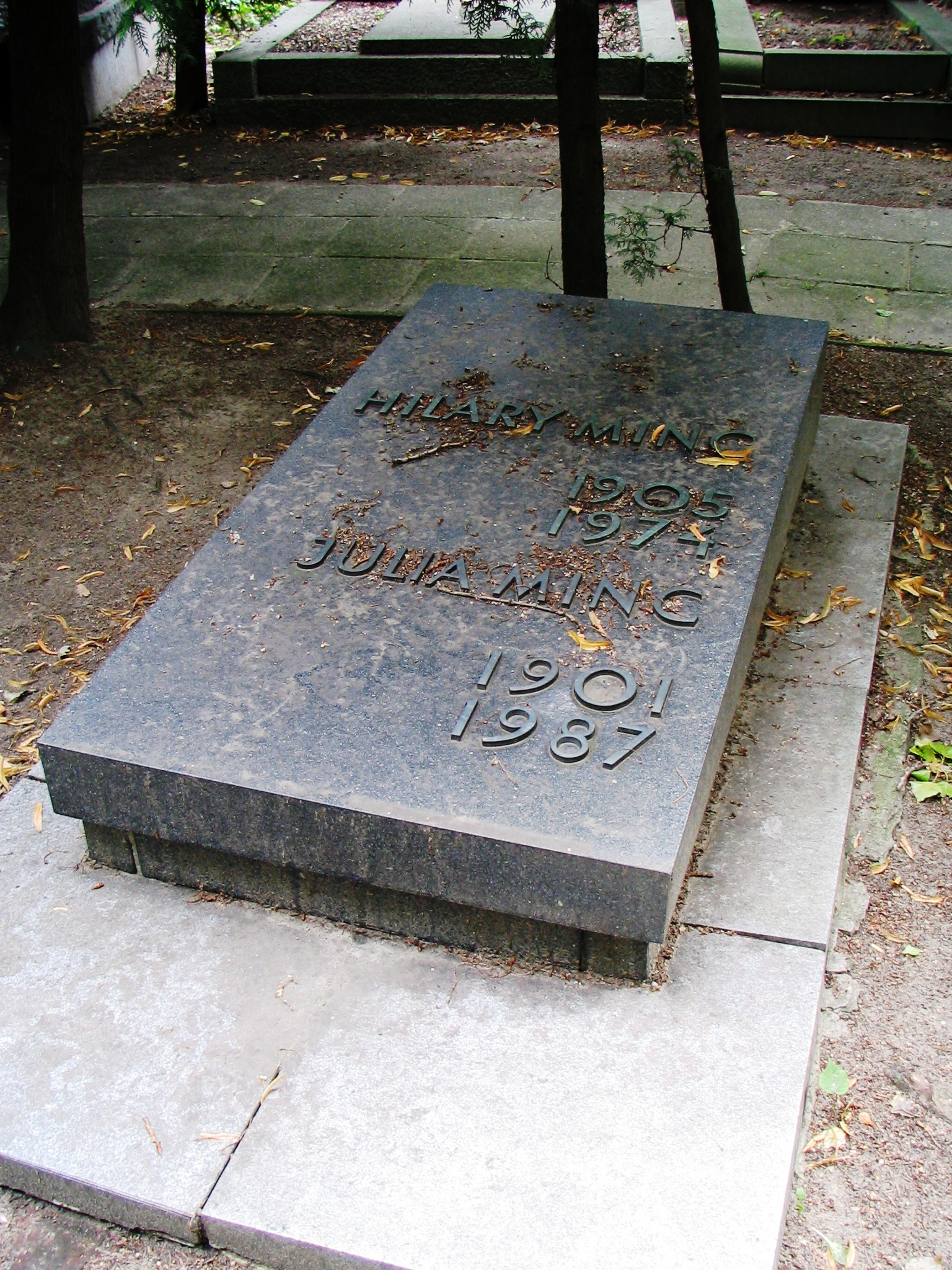
Grób Hilarego i Julii Minc na Powązkach; Warszawa, 23 lipca 2008

Julia Stanisława Minc, z domu Heflich (ur. 29 maja 1901 w Warszawie, zm. 26 listopada 1987 w Warszawie) – polska nauczycielka, działaczka komunistyczna i dziennikarka żydowskiego pochodzenia, pierwszy redaktor naczelny Polskiej Agencji Prasowej, wiceprzewodnicząca Państwowej Komisji Etatów (1954–1956), członek Komisji Prasowej KC PPR i Komisji Prasowej KC PZPR.

## Życiorys
Urodziła się w zasymilowanej żydowskiej rodzinie inteligenckiej. Córka Henryka Władysława Heflicha ps. Albin (1873–1926) i Henryki z domu Kon (zm. 1929). Ojciec i wuj Aleksander byli działaczami socjalistycznymi i uczestniczyli w rewolucji październikowej, w której brała udział również Julia. Jej siostrą była działaczka komunistyczna Ewelina Sawicka (1898–1951).
Od 1919 do likwidacji partii w 1938 była członkiem Komunistycznej Partii Polski. Słuchaczka Wolnej Wszechnicy Polskiej. 1 lipca 1922 aresztowana i oskarżona o przynależność do Związku Młodzieży Komunistycznej i szpiegostwo na rzecz innego państwa (od drugiego zarzutu została uwolniona). W wyniku procesu karnego przeprowadzonego w marcu 1923 skazana na 3 lata twierdzy (wyszła na wolność wcześniej, w 1924). Krótko po opuszczeniu zakładu karnego zawarła związek małżeński z Hilarym Mincem (1905–1974) – późniejszym członkiem Biura Politycznego KC PZRR i najściślejszego kierownictwa partii, wicepremierem, faktycznie kierującym polityką gospodarczą Polski w latach 1944–1956. Małżeństwo było bezdzietne.
W maju 1924 wraz z mężem wyjechała do Francji, gdzie wstąpili do Francuskiej Partii Komunistycznej. W 1926 zostali wydaleni przez władze francuskie za działalność komunistyczną i przenieśli się do Związku Radzieckiego, a następnie w 1928 powrócili do Polski. W czasie II wojny światowej ponownie przebywała z mężem w ZSRR, gdzie działała w Związku Patriotów Polskich. W 1944 wstąpiła do Polskiej Partii Robotniczej.
Od 1944 do 1954 faktycznie kierowała PAP, formalnie pozostając na stanowisku redaktora naczelnego i zastępcy dyrektora. W czasie jej urzędowania PAP miała wyłączność na rozpowszechnianie wiadomości w kraju i zarządzanie prasą. Od 1948 członek Polskiej Zjednoczonej Partii Robotniczej.
Przełożyła na język polski pamiętniki rosyjskiej rewolucjonistki Wiery Figner (wydane w 1962 przez Książkę i Wiedzę).
Bohaterka jednego z wywiadów w książce Teresy Torańskiej Oni.
Pochowana na cmentarzu Powązki Wojskowe w Warszawie (kwatera 29A-półkole II-2).

## Odznaczenia
- Krzyż Komandorski z Gwiazdą Orderu Odrodzenia Polski (1978)[19]
- Złota odznaka honorowa „Za Zasługi dla Warszawy” (1977)[20]